# Henning Hasle
Henning Hasle (* 2. November 1900; † 16. Juni 1986) war ein dänischer Politiker der Det Konservative Folkeparti. In den 1930er Jahren war er Fraktionsvorsitzender im dänischen Parlament. In der von Thorvald Stauning geführten Allparteienregierung war er Minister ohne Geschäftsbereich.
| Personendaten    | Personendaten                                                         |
| ---------------- | --------------------------------------------------------------------- |
| NAME             | Hasle, Henning                                                        |
| KURZBESCHREIBUNG | dänischer Politiker (Konservative Folkeparti), Mitglied des Folketing |
| GEBURTSDATUM     | 2. November 1900                                                      |
| STERBEDATUM      | 16. Juni 1986                                                         |